# Ирано-пакистанские отношения
Ирано-пакистанские отношения — двусторонние дипломатические отношения между Ираном и Пакистаном. Протяжённость государственной границы между странами составляет 959 км.
Государства являются членами ШОС.
Пакистан, как и Иран, является одной из ведущих стран мусульманского мира.

## История

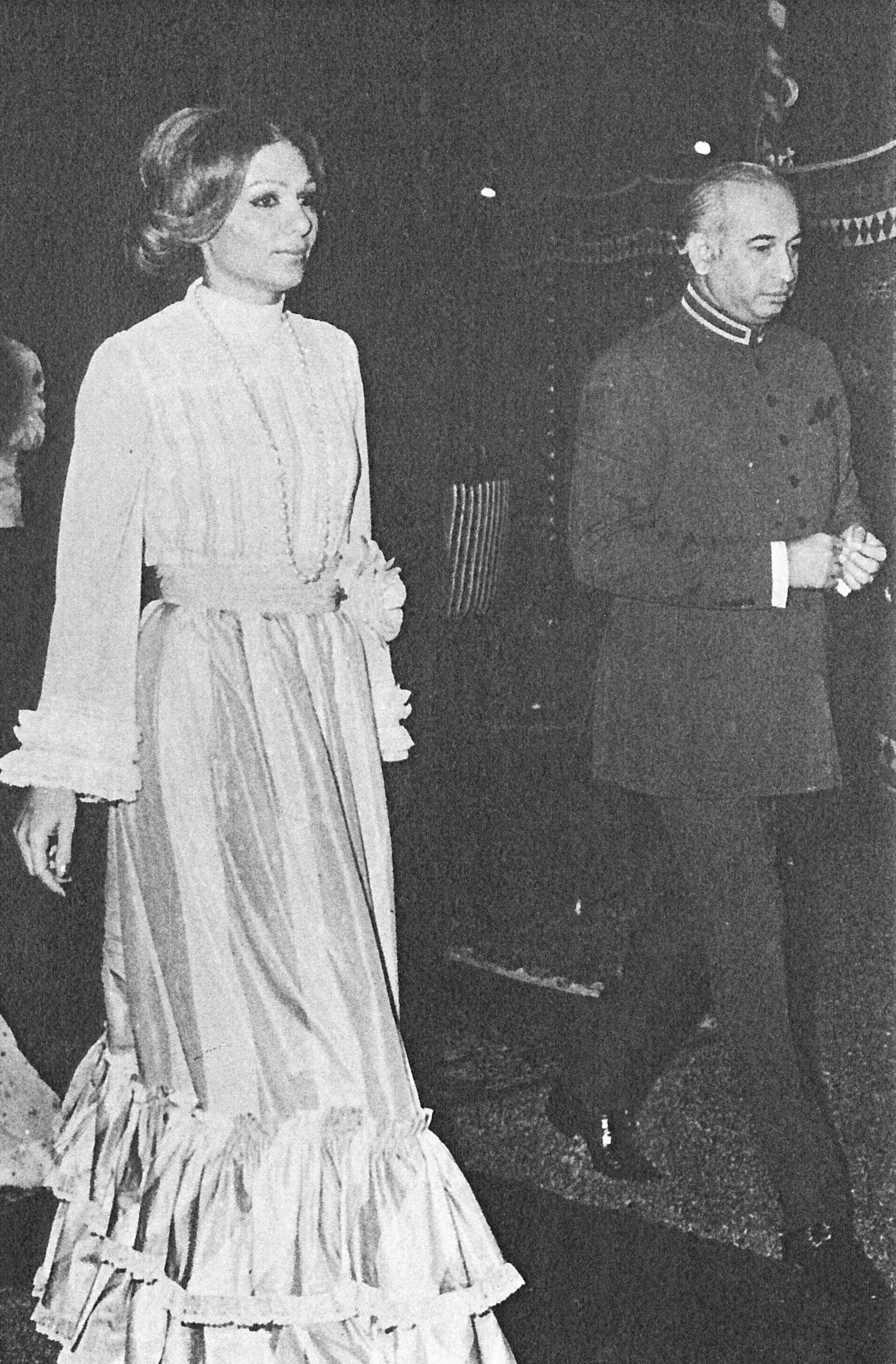
Зульфикар Али Бхутто на встрече с императрицей Ирана Фарах Пехлеви, 1972 год

В августе 1947 года были установлены дипломатические отношения между странами, Иран стал первой страной в мире, признавшей суверенный статус Пакистана. 
В 1955 году Пакистан с Ираном, Ираком и Турцией вступил в Багдадский пакт, который в 1959 году после вывода Ирака был переименован в Организацию центрального договора. Пакистан и Иран наладили тесное экономическое сотрудничество, которое вышло на первый план, хотя изначально целью Организации центрального договора являлось создание оборонительного союза. 
В 1979 году в Иране произошла Исламская революция, правительство шахиншаха Мохаммеда Резы Пехлеви было свергнуто и новые иранские власти приняли решение выйти из Организации центрального договора.
В период Холодной войны страны старались развивать отношения: Иран поддержал Пакистан в его конфликте с Индией, а Пакистан, в свою очередь, оказал военную помощь Ирану во время Ирано-иракской войны.
В 2000-х годах ирано-пакистанские отношения продолжили укрепляться в экономическом и военном плане. Иранские и пакистанские войска совместно участвуют в борьбе с наркотрафиком, белуджскими сепаратистами и талибами вдоль их общей границы.
В 2013 году BBC World Service Poll провёл опрос в Пакистане, по результатам которого выяснилось, что 76 % пакистанцев оценивают политику Ирана положительно. Это делает Пакистан наиболее проиранской страной в мире.
В январе 2024 г. Иран (его Корпус стражей исламской революции) нанёс (после аналогичного удара по базам ИГ в Сирии и по городу Эрбиль в Ираке) ракетный удар по базам «Джаиш уль‑Адль», которая расположена в граничащей с Ираном пакистанской провинции Белуджистан. Пакистан и Ирак отозвали из Тегерана своих послов. Через день Пакистан нанёс ответный удар по базам ОАБ на территории Ирана. Вскоре напряжённость между странами была купирована.

## Экономические отношения
Обе страны являются членами Исламской восьмёрки, Организации экономического сотрудничества (ОЭС) и наблюдателями в Шанхайской организации сотрудничества (ШОС).
Иран является  членом БРИКС, Пакистан в 2023 г. подал заявку на вступление.
С 2005 по 2009 года объём двусторонней торговли увеличился почти на 1 миллиард долларов США (с 500 млн до 1,4 млрд). В 2014 году должно было быть завершено строительство газопровода из Ирана в Пакистан. 
29 января 2013 года генеральный консул США Майкл Додман пригрозил Пакистану экономическими санкциями, если он не откажется от сотрудничества с Ираном в энергетической сфере. 
В 2016 году правительства обеих стран объявили о том, что планируют за 5 лет довести объём товарооборота до 5 млрд долларов.